# Elogio al cane
Sotto il nome di Elogio al cane ("Eulogy on the dog"; nota anche come "Tribute to the dog", tributo al cane) è conosciuta l'arringa finale, divenuta una pietra miliare nel cammino verso il riconoscimento dei diritti degli animali, pronunciata dall’avvocato statunitense George Graham Vest il 23 settembre 1870, in favore delle ragioni di un uomo del villaggio di Big Creek, Charles Burden, il cui cane da caccia, un American foxhound di nome Drum (meglio noto come "Old Drum", il vecchio Drum), era stato ucciso con diversi colpi di pistola da un tale di nome Samuel "Dick" Ferguson, guardiano di un vicino allevamento di pecore di proprietà di suo zio, Leonidas Hornsby, cognato di Burden. 

## Contenuto principale del discorso
Ferguson aveva sparato solo perché Drum era entrato nella proprietà di Hornsby e costui rifiutava di risarcire Burden, nonostante le richieste di quest'ultimo.
Burden portò allora la controversia (nota ufficialmente con la denominazione "Burden v. Hornsby") davanti al tribunale della Contea di Johnson (con sede a Warrensburg), chiedendo un risarcimento di 50 dollari, il massimo all'epoca consentito dalla legge, a titolo di indennizzo sia del danno patrimoniale che, e soprattutto, del danno morale per la perdita dell'amato cane.
Vest, incaricato da Burden di assisterlo unitamente all'avvocato John Finis Philips, esordì in giudizio asserendo che avrebbe "vinto la causa o chiesto scusa a ogni cane del Missouri". 
The one absolutely unselfish friend that a man can have in this selfish world, the one that never deserts him and the one that never proves ungrateful or treacherous is his dog.
Gentlemen of the jury: A man’s dog stands by him in prosperity and in poverty, in health and in sickness. He will sleep on the cold ground, where the wintry winds blow and the snow drives fiercely, if only he may be near his master’s side. He will kiss the hand that has no food to offer, he will lick the wounds and sores that come in encounters with the roughness of the world. He guards the sleep of his pauper master as if he were a prince. When all other friends desert, he remains. When riches take wings and reputation falls to pieces, he is as constant in his love as the sun in its journey through the heavens.
If fortune drives the master forth an outcast in the world, friendless and homeless, the faithful dog asks no higher privilege than that of accompanying him to guard against danger, to fight against his enemies, and when the last scene of all comes, and death takes the master in its embrace and his body is laid away in the cold ground, no matter if all other friends pursue their way, there by his graveside will the noble dog be found, his head between his paws, his eyes sad but open in alert watchfulness, faithful and true even to death.»
Il solo amico del tutto privo di egoismo che un uomo possa avere in questo mondo egoista, l'unico che non lo abbandona mai, l'unico che non si rivela mai ingrato o sleale è il suo cane.
Signori della giuria, il cane resta accanto al padrone nella prosperità e nella povertà, nella salute e nella malattia. Pur di stare al suo fianco, dorme sul terreno gelido, quando soffiano i venti invernali e cade la neve. Bacia la mano che non ha cibo da offrirgli, lecca le ferite e le piaghe causate dallo scontro con la rudezza del mondo. Veglia sul sonno di un povero come se fosse un principe. Quando tutti gli altri amici si allontanano, lui resta. Quando le ricchezze prendono il volo e la reputazione s'infrange, è altrettanto costante nel suo amore come il sole nel suo percorso nel cielo.
Se la sorte spinge il padrone a vagare nel mondo come un reietto, senza amici e senza una casa, il cane fedele non chiede altro privilegio che poterlo accompagnare per proteggerlo dal pericolo e lottare contro i suoi nemici, e quando arriva la scena finale e la morte stringe nel suo abbraccio il padrone e il suo corpo viene deposto nella terra fredda, non importa se tutti gli altri amici lo accompagneranno; lì, presso la tomba, ci sarà il nobile cane, con la testa fra le zampe e gli occhi mesti, ma aperti in segno di vigilanza, fedele e sincero anche nella morte.»

## Esiti del processo
La commovente orazione di Vest permise a Burden la vittoria della causa: la giuria ne accolse pienamente la domanda, accordandogli il risarcimento di 50 dollari. Hornsby impugnò la sentenza, ma la Corte suprema dello Stato del Missouri confermò la condanna.

## Fama dell’elogio
L'Eulogy on the dog divenne una delle più famose orazioni della storia della giurisprudenza statunitense. In vari luoghi degli Stati Uniti, nei decenni a seguire, fino ad oggi, le furono dedicati monumenti e lapidi commemorative. Il 14 gennaio 1942, in occasione della commemorazione funebre del cane Shep, fu letta dal sindaco di Fort Benton (Montana) a testimoniare la fedeltà del cane nei confronti dell'uomo.

Tutt'oggi, l'Eulogy on the dog resta un manifesto delle principali associazioni animaliste statunitensi ed anche di altri Paesi.